# Milazzo
Milazzo é uma comuna italiana da região da Sicília, província de Messina, com cerca de 29.792 habitantes. Estende-se por uma área de 24 km², tendo uma densidade populacional de 1241 hab/km². Faz fronteira com Barcellona Pozzo di Gotto, Merì, San Filippo del Mela.

## Demografia
| Variação demográfica do município entre 1861 e 2011                               |
|                                                                                   |
| Fonte: Istituto Nazionale di Statistica (ISTAT) - Elaboração gráfica da Wikipedia |

Durante o período romano a cidade foi conhecida como Milas (em latim: Mylae). Durante a República Romana, duas batalhas foram travadas próximo a cidade, uma em 260 a.C. contra a Cartago durante a Primeira Guerra Púnica e outra em 36 a.C. contra Sexto Pompeu durante a Revolta siciliana.